# Dark Star (film)
Dark Star is een film uit 1974 van regisseur John Carpenter met in de hoofdrollen Dan O'Bannon, Brian Narelle, en Cal Kuniholm. De film wordt gezien als een inspiratie voor de film "Alien".

## Verhaal
Het ruimteschip Dark Star en haar bemanning bevindt zich inmiddels al twintig jaar in de ruimte. Het is 2150 en de mensheid heeft de technologie ontwikkeld om het heelal te kunnen koloniseren. De Dark Star heeft tot taak om planeten in het universum te verkennen. Planeten die een mogelijk gevaar voor de aarde en de kolonisatieplannen vormen, worden door de bemanning vernietigd. De missie is eigenlijk ronduit vervelend, voornamelijk omdat de bemanning vrijwel niets te doen heeft. De enige actie is het vernietigen van de 'onstabiele planeten' met ruimtewaterstofbommen. Als gevolg van diverse ongelukken verkeert het schip eigenlijk in staat van ontbinding. Sommige ruimtes zijn opgeblazen of onbewoonbaar geworden. Vrijwel elk comfort ontbreekt. Zo is het slaapvertrek opgeblazen en bivakkeert de bemanning noodgedwongen op matrassen.
De oorspronkelijke commandant van de Dark Star, Powell, is zelfs omgekomen bij een van de ongelukken. Dat is te zeggen, het lichaam van Powell werkt niet meer, maar zijn hersenen nog wel, met behulp van cryogene stoffen is zijn lijk gekoeld tot -200 graden Celsius. In geval van nood kan zijn advies worden ingewonnen, door zijn lichaam en hersenen weer op temperatuur te brengen. De plaatsvervangend commandant is luitenant Doolittle, die de hele dag zit te fantaseren over een surftrip in Malibu op aarde. Hij wordt bijgestaan door sergeant Pinback en de bemanningsleden Boiler en Talby. De bemanning ziet er verfomfaaid uit met lang haar en baarden, en doet van alles om de verveling te verdrijven. Pinback houdt een videodagboek bij en claimt dat hij eigenlijk Bill Frugge is, een burger die de Dark Star van brandstof heeft voorzien en per ongeluk Pinbacks plaats heeft ingenomen. Of dit echt waar is, blijft in het midden. Het lijkt er meer op dat Pinback bezig is gek te worden. Dit laatste geldt ook voor Boiler die de lasergeweren van het schip gebruikt om schietoefeningen te houden. Ook Talby is ver afgegleden en heeft zich opgesloten in de sterrenwachtkoepel van het schip. Niemand heeft interesse iets te doen met de afleiding die Pinback heeft bedacht. De laatste heeft namelijk gezorgd voor een huisdier. Het is een buitenaards wezen dat nog het meest lijkt op een strandbal met klauwen. Het dier is ongevaarlijk maar heeft de nare gewoonte voortdurend uit zijn kooi te ontsnappen. De wanhopige Pinback moet vervolgens het hele schip doorzoeken om het dier te kunnen vangen.
Als de Dark Star weer eens een 'onstabiele planeet' nadert en de bemanning bezig is met de voorbereiding voor de vernietiging, gaat er iets mis. Door de vele ongelukken is de computer steeds slechter gaan functioneren. Net op het moment dat bom nummer 20 zich moet losmaken van het schip, weigert de verbinding tussen computer en bom. De bom blijft hangen en deelt de bemanning mee dat hij zichzelf zal opblazen. In paniek ontdooit Doolittle commander Powell en vraagt om hulp. Powell suggereert om de bom te bepraten met technieken die zijn ontleend aan de epistemologie. Doolittle neemt contact op met de bom en praat over de objectieve werkelijkheid en logisch positivisme. De bom lijkt de argumenten van Doolittle te accepteren om niet te ontploffen en besluit terug te keren naar het scheepsarsenaal. Helaas voor de bemanning blijft de bom doordenken en geeft een eigen draai aan de leer der verschijnselen. Het verklaart zichzelf tot god en ontploft.

## Rolverdeling
| Acteur        | Personage           |
| ------------- | ------------------- |
| Brian Narelle | Luitenant Doolittle |
| Dan O'Bannon  | sergeant Pinback    |
| Cal Kuniholm  | Boiler              |
| Dre Pahich    | Talby               |

## Achtergrond
"Dark Star" is een parodie op sciencefictionfilms. Er is geen sprake van een glanzend ruimteschip met een nimmer falende computer, zoals bijvoorbeeld in Star Trek. De Dark Star is een wrak met een computer die gek is geworden en een commandant die is ingevroren. Toch is het nu juist het krakkemikkige uiterlijk van de Dark Star dat er ook voor heeft gezorgd dat er binnen het genre van de sciencefictionfilm nieuwe impulsen kwamen in de vormgeving. Met name films als Alien en Star Wars (en de talloze vervolgen) zijn schatplichtig aan "Dark Star". Veel ruimteschepen uit latere films zijn niet langer glanzende, goed functionerende modellen maar gebrekkige roestbonken die amper nog door de ruimte kunnen vliegen. Ook het uiterlijk van de bemanning met lange haren en baarden, in plaats van de gestileerde haardossen van bijvoorbeeld Star Trek werd in latere films overgenomen. Een andere parodie in de film is de draai die men geeft aan het Frankensteincomplex. In veel sciencefictionfilms worden we geconfronteerd met robotten, computer en androïden die in opstand komen tegen hun maker. In "Dark Star" is het Bom nummer 20 die in opstand komt. Het enige wat de bemanning nog scheidt van totale vernietiging is dan een filosofische discussie over de objectieve werkelijkheid. Geen zenuwachtig gemorrel aan geheugenbanken zoals in 2001: A Space Odyssey of een meute dorpsbewoners die het monster van Frankenstein vermoorden, maar een man in een ruimtepak die de zin van het leven bepraat met een bom. Dat die discussie op zichzelf een parodie is blijkt wel uit de volgende quote:
- Doolittle: "Hello, Bomb? Are you with me?" ("Hallo, Bom, Kun je me volgen?")
- Bom: "Of course." ("Natuurlijk.")
- Doolittle: "Are you willing to entertain a few concepts?" ("Wil je een paar concepten met me bespreken?")
- Bom: "I am always receptive to suggestions." ("Ik sta altijd open voor suggesties.")
- Doolittle: "Fine. Think about this then. How do you know you exist?" ("Mooi. Denk hier dan eens over na. Hoe weet je dat je bestaat?")
- Bom: "Well, of course I exist." ("Natuurlijk besta ik.")
- Doolittle: "But how do you know you exist?" ("Maar hoe weet je dat je bestaat?")
- Bom: "It is intuitively obvious." ("Dat is gewoon zo, dat voel je intuïtief.")
- Doolittle: "Intuition is no proof. What concrete evidence do you have that you exist?" ("Intuïtie is geen bewijs. Wat voor objectief bewijs heb je dat je bestaat?")
- Bom: "Hmmmm... well... I think, therefore I am." ("Hmmmm..ik denk, dus ik besta.")
- Doolittle: "That's good. That's very good. But how do you know that anything else exists?" ("Prima, heel goed. Maar hoe weet je nu dat iets anders bestaat?")
- Bom: "My sensory apparatus reveals it to me. This is fun." ("Mijn sensors vertellen me dat. Hé, dit is leuk.")

## Productie
Het krakkemikkige uiterlijk van de Dark Star was eigenlijk niet de bedoeling. Het werd ingegeven door het beperkte budget waarvoor de film werd gemaakt. De film kostte 60.000 dollar, een schijntje voor Hollywoodbegrippen. "Dark Star" was oorspronkelijk een korte film van 45 minuten gemaakt door filmstudenten John Carpenter en Dan O'Bannon. Producer Jack H. Harris zag de film op een studentenfestival en zag wel iets in de productie. Hij liet de film overzetten van 16 mm op 35 mm en gaf geld om de film uit te breiden tot 83 minuten. Regisseur John Carpenter was achteraf niet zo blij met de bemoeienis van Harris. Zijn ongenoegen komt in de film tot uiting in een klein grapje van Carpenter. Op een computerscherm zien we ook zeker moment de volgende tekst voorbij flitsen: "Fuck you, Harris!" ("Krijg de kolere, Harris!") Om de kosten te drukken deed Carpenter de regie, schreef een deel van het script en componeerde de soundtrack. Dan O'Bannon schreef aan het script, acteerde in de film en was verantwoordelijk voor de montage en special effects. Zo zijn de ruimtewaterstofbommen eigenlijk onderdelen van schaalmodellen van vrachtauto's op schaal HO (1:87) en 1:25 van het merk Mantra. In sommige scènes is de naam Mantra nog te lezen. Een pop van Mattel (de makers van Barbie) onder de naam Major Matt Mason werd in sommige scènes gebruikt. Het ruimtepak dat de pop droeg werd nagemaakt op ware grootte voor de scènes met een echte acteur. De Dark Star zelf werd ontworpen door Ron Cobb die het model uittekende op een papieren servetje van het International House of Pancakes waar de crew vaak ging eten. Voor de scènes waar Pinback het buitenaardse wezen volgt in de lift, ligt de lift horizontaal op de vloer en beweegt heen en weer. Het zuurstofapparaat van het ruimtepak Doolittle is gemaakt van verpakkingsmateriaal van een televisietoestel. De borstplaat van het ruimtepak komt van een verpakking voor muffins. De lichtjes van de besturingspanelen van het schip zijn eigenlijk ijsblokjesbakjes die van onderen worden verlicht. Het videodagboek van Pinback in een 8 sporencassette en de lezer is is microfichereader. De ruimtehelmen die worden gebruikt zijn speelgoed en onderdeel van een product van Ideal Toys. Het bedrijf produceerde tussen 1968-1971 de speelgoedlijn S.T.A.R. Team. Dat het speelgoed is, is goed te zien aan de acteurs, de helmen zijn eigenlijk veel te klein voor de volwassen acteurs.

## Reacties
Op Rotten Tomatoes scoorde de film 80% en de film eindigde op 95e plaats in de Rotten Tomatoes' Journey Through Sci-Fi. In 1974 was de film geen grote hit, maar in de loop der jaren groeide de waardering, zeker als voorloper van Alien.

## Muziek
John Carpenter schreef de muziek voor de film. Het nummer Benson, Arizona dat in de film is te horen is ook van Carpenter, op tekst van Bill Taylor. Het nummer werd gezongen door John Yager.

## Prijzen
De film won een Golden Scroll in 1976 voor Beste Speciale Effecten en kreeg een Hugo in 1976 voor Beste Dramatische Presentatie